# Нечволодов, Александр Семёнович
Александр Семёнович Нечволодов (1882—1920) — полковник, герой Первой мировой войны.

## Биография
Родился 28 августа 1882 года. Образование получил в Орловском Бахтинском кадетском корпусе, по окончании которого 1 сентября 1900 года был принят в Константиновское артиллерийское училище.
Выпущен 10 августа 1903 года подпоручиком гвардейскую запасную пешую батарею. Далее служил в гвардейском стрелковом артиллерийском дивизионе. 10 августа 1906 года произведён в поручики.
В 1907 году Нечволодов успешно сдал вступительные экзамены в Николаевскую академию Генерального штаба, которую окончил в 1909 году по 1-му разряду, причём 30 апреля того же года за успехи в науках был произведён в капитаны.
19 ноября 1909 года для прохождения служебного ценза Нечволодов был прикомандирован к лейб-гвардии Павловскому полку в качестве командира роты и находился на этой должности до 19 ноября 1911 года.
4 февраля 1912 года назначен помощником старшего адъютанта штаба Варшавского военного округа. Во время Первой мировой войны занимал различные штабные должности по бывшему управлению этого округа и принимал участие в боях под Лодзью. В июне 1915 года состоял исправляющим должность штаб-офицера для поручений отдела генерал-квартирмейстера штаба 2-й армии.
Высочайшим приказом от 9 июня 1915 года награждён орденом св. Георгия 4-й степени
За то, что будучи назначен начальником штаба Южного сводного отряда для обороны гор. Ловича с юга, организовал отряд, составил план операции соответственно намерениям начальника отряда, а также и на основании разведок, сопряжённых с личной для капитана Нечволодова опасностью от неприятельского огня. Во время боя принял самое деятельное участие в таковом, был главным сотрудником начальника отрядав достижении им решительного успеха в бою 8—9 ноября 1914 г. под гор. Лодзью, результатом которого было отступление противника и выполнение задачи, поставленной Южному сводному отряду.
15 июня 1915 года Нечволодов был произведён в подполковники.
С 1 ноября 1915 года являлся исправляющим должность начальника штаба 50-й пехотной дивизии. 1 февраля 1916 года награждён орденом св. Анны 3-й степени с мечами и бантом. 6 декабря 1916 года произведён в полковники. Со 2 октября 1917 года командовал 430-м пехотным Валкским полком.
После Октябрьской революции вступил в Красную армию, был старшим делопроизводителем оперативного управления Всероглавштаба, помощником начальника отделения организационного управления ВГШ, начальником административного управления штаба 11-й армии.
2 июля 1918 года в связи с болезнью был уволен. В начале 1919 года вернулся на службу. Дальнейшие сведения о Нечволодове противоречивы. По одним данным он с 22 июля был начальником штаба 8-й армии РККА, однако 10 августа того же года перебежал к белым. По другим данным он был начальником штаба 34-й стрелковой дивизии и пропал без вести 2 октября при переводе штаба 8-й армии из Усмани в Колодезную, также есть данные, что он исчез вместе с женой 18—19 сентября из штаба 8-й армии.
Погиб в 1920 году на Кубани в бою против Красной армии.